# Policarpo de Esmirna
Policarpo de Esmirna (/pɒlikɑːrp/; grego: Πολύκαρπος, Polýkarpos; Latim: Polycarpus; n. 69 - m. 155) foi um bispo da igreja de Esmirna do século II. De acordo com a obra "Martírio de Policarpo", ele foi apunhalado quando estava amarrado numa estaca para ser queimado vivo e as chamas milagrosamente não o tocavam. Ele é considerado por isso um mártir e um santo por diversas denominações cristãs.
Policarpo havia sido discípulo do apóstolo João, fato atestado pelo Bispo Ireneu de Lyon, que ouviu-o discursar quando jovem, e por Tertuliano.
A tradição primitiva que foi expandida pelo "Martírio...", ligando Policarpo em contraste com o apóstolo João que, apesar de muitas tentativas de assassinato, não foi martirizado e teria morrido de velhice após ser exilado para a ilha de Patmos, se baseia nos chamados "Fragmentos de Harris", papiros fragmentários em copta datados entre os séculos III e VI. Frederick Weidmann, o editor dos fragmentos, interpreta-os como sendo parte de uma hagiografia esmirniota num contexto de rivalidade entre as igrejas de Esmirna e Éfeso, que "desenvolve a associação de Policarpo a João num nível desconhecido - até onde sabemos - até a época ou depois.". Os fragmentos contudo ecoam o "Martírio..." e também divergem dele.
Com o Papa Clemente de Roma e Bispo Inácio de Antioquia, Policarpo é considerado um dos três principais Padres Apostólicos. A única obra sobrevivente atribuída a ele é a Epístola de Policarpo aos Filipenses, relatada pela primeira vez por Ireneu.

## Vida
Há duas fontes principais para informações sobre a vida de Policarpo: o "Martírio de Policarpo", uma carta aos esmirniotas recontando seu martírio, e as passagens na Adversus Haereses de Ireneu de Lyon. Outras fontes são as Epístolas de Inácio, entre elas uma para Policarpo e outra para os esmirniotas, e a própria epístola aos filipenses. A chamada "Vida de Policarpo", os trechos em Tertuliano, Eusébio de Cesareia e em Jerônimo são consideradas não históricas (primeiro caso) ou baseadas em material prévio (demais). Em 1999, alguns fragmentos coptas dos séculos III a VI sobre Policarpo foram publicados sob o nome de "Fragmentos de Harris".

### Pápias
De acordo com Ireneu, Policarpo era companheiro de Papias de Hierápolis, outro que "ouviu João", nas palavras de Ireneu ao interpretar o testemunho de Pápias, e um correspondente de Inácio de Antioquia. Este endereçou-lhe uma carta e o menciona em suas próprias correspondências com os efésios e com os magnésios.
Ireneu considerava a memória de Policarpo como sendo uma ligação direta com o passado apostólico. Ele relata quando e como ele se tornara cristão e, em sua epístola a Florinus, afirmou ter visto e ouvido Policarpo pessoalmente na Ásia Menor. Ele relata, principalmente, ter ouvido o relato da discussão de Policarpo com "João, o Evangelista" e com outros que haviam visto Jesus. Ireneu também reporta que Policarpo se convertera pelas mãos dos apóstolos e por eles foi consagrado bispo (segundo Jerônimo, por João). Diversas vezes ele enfatiza a idade avançada de Policarpo.

### Visita a Aniceto
De acordo com Ireneu, durante o papado de seu conterrâneo sírio, Aniceto, nas décadas de 150 ou 160, Policarpo visitou Roma para discutir as diferenças que existiam entre as práticas asiáticas e romanas "com relação a certas coisas" e especialmente sobre a data da Páscoa. Ireneu afirma que sobre "certas coisas" os dois bispos rapidamente chegaram num acordo, enquanto que sobre a Páscoa, cada um continuou aderindo às suas próprias tradições, sem contudo quebrar com a comunhão entre as igrejas. Policarpo seguia a prática oriental de celebrar a Páscoa no 14 de Nisan, o dia da Pessach judaica, sem se preocupar em qual dia da semana ele caía, enquanto que em Roma a Páscoa era celebrada sempre aos domingos (vide quartodecimanismo). Aniceto - as fontes romanas concedem este ponto como sendo uma honraria especial - permitiu que Policarpo celebrasse a Eucaristia em sua própria igreja.
Ainda estando em Roma, Policarpo conheceu alguns hereges gnósticos valentianos (inclusive Valentim), e encontrou-se com Marcião, a quem Policarpo chamava de "primogênito de Satanás".

### Martírio
O "Martírio..." relata que Policarpo, no dia de sua morte, disse "Por oitenta e seis anos, eu O servi", o que poderia indicar que ele teria então esta idade ou que ele teria vivido este tempo após ter se convertido. Ele prossegue dizendo "Como então posso ter blasfemado contra meu Rei e Salvador? Prossigais com tua vontade." Policarpo foi então queimado vivo na estaca por se recusar a acender incenso para o imperador romano. A data da morte é disputada. Eusébio a coloca no reinado de Marco Aurélio (c. 166 - 167), porém, uma adição pós-Eusébio ao "Martírio" coloca a morte num sábado, 23 de fevereiro, durante o proconsulado de Statius Quadratus (ca. 155-156). Estas datas mais antigas casam melhor com a tradição de sua associação com Inácio de Antioquia e com o apóstolo João. Lightfoot defendia a data mais antiga enquanto que Killen discordava ferozmente.

#### Grande Sabbath
O "Martírio de Policarpo", que é uma carta aos esmirniotas, afirma que Policarpo foi preso "no dia do Sabbath" e morto no dia do "Grande Sabbath", alguns acreditam que isto seria uma evidência de que os fiéis de Esmirna sob Policarpo observavam a guarda do Sabbath de sete dias. Mas pode haver certas dúvidas quanto a isso, pois Inácio de Antioquia, bispo e mártir anterior a Policarpo, condenava com veemência a observação de quaisquer costumes judaizantes, tais como a observância de luas e sábados:
“Aqueles que viviam segundo a ordem antiga das coisas voltaram-se para a nova esperança, não mais observando o Sábado, mas sim o dia do Senhor, no qual a nossa vida foi abençoada, por Ele e por sua morte” (Carta aos Magnésios. 9,1).  
Entretanto, é necessário tomar um cuidado para não concluir que uma amostra de texto do século II d.C representa toda a comunidade cristã, se já havia divisões no cristianismo nos tempos dos apóstolos, quanto mais nas gerações posteriores.  
William Cave escreveu "...o Sabbath ou 'Sábado' (pois a palavra 'sabbatum é constantemente utilizada nas obras dos padres da Igreja quando citam o Sabbath em sua forma cristã) era guardado por eles em grande estima e, especialmente no oriente, honrado com todas as solenidades religiosas públicas.".. Como já explanado, tal interpretação não procede, isso pode se aplicar a algumas comunidades, não todas. 

Mas outro testemunho a favor do domingo encontra-se na Epístola do Pseudo-Barnabé. 
“Guardamos o oitavo dia (o domingo) com alegria, o dia em que Jesus levantou-se dos mortos” (Barnabé 15:6-8).
Alguns a datam erroneamente em cerca de 74 d.C., dizendo ser um dos documentos mais antigos da Igreja, até mesmo anterior ao Apocalipse. Porém, Roque Frangiotti endossa a tese sustentada por Harnack e Lietzmann segundo a qual esta epístola teria sido escrita entre 134 e 135 d.C, época em que o templo foi reconstruído pelo imperador Adriano. Tal fato histórico parece relacionar-se ao trecho seguinte: 
“Eis que aqueles que destruíram esse templo, eles mesmos o edificarão. É o que está acontecendo. De fato, por causa da guerra deles, o templo foi destruído pelos inimigos. E agora os mesmos servos dos inimigos o reconstruirão” (16:3, 4).  
Entretanto, a carta do Pseudo-Barnabé tem caráter extremamente antijudaica, de tal modo que seu pensamento não parece ser compartilhado pela maioria. Ele chega a dizer que os judeus praticavam a circuncisão não porque Deus mandou, mas porque um anjo mau os enganou:
Contudo, a circuncisão, na qual eles depositavam confiança, foi rejeitada. De fato, ele dissera que a circuncisão não devia ser da carne, mas eles transgrediram, porque um anjo mau os enganou. (Barnabé 9:4)
Mas, concluindo, é certo dizer que no século II d.C, o sábado foi progressivamente sendo largado pelos cristãos, não sendo claro se os fiéis de Esmirna guardavam ou não o sábado.
Outros consideram que a expressão "Grande Sabbath" faz referência à Pessach ou a outro feriado anual. Se for este o caso, então o martírio deve ter ocorrido entre um ou dois meses após pois a data de 23 de fevereiro, pois o 14 de Nisan (a data que Policarpo considerava como sendo a Páscoa) não pode ocorrer antes do final de março (por sua dependência do equinócio vernal). Outros feriados chamados de "Grande Sabbath" (se a frase de fato faz referência ao que normalmente se considera como sendo um feriado judaico, que eram observados por muitos dos primeiros cristãos) ocorrem na primavera, no final do verão ou no outono. Nunca no inverno (todas as estações se referem ao hemisfério norte). 
Alguns dizem que tal interpretação é duvidosa pois encontra-se sujeita a fortes questionamentos, pois um dos maiores rompimentos entre o judaísmo e o cristianismo teria se dado por volta de 90 d.C., com o Concílio de Jâmnia, no qual os judeus expulsaram os últimos seguidores de Cristo de origem judaica das sinagogas, tomando-os como hereges. O argumento central seria o de que é muito pouco provável que os cristãos observassem quaisquer costumes judaicos, à exceção daqueles na Ásia Menor, os quais somente guardaram a Páscoa como sendo em 14 de nisã, por consideração e costume oriundo do Apóstolo João.    
Entretanto, esse argumento contra o reconhecimento da Pessach judaica possui outros questionamentos: Inácio alerta a comunidade contra a prática das leis mosaicas praticadas pelos judeus. Daí, infere-se que ainda na Igreja do século II d.C, muitos cristãos guardavam estas leis. Não se sabe ainda se eram os gentios cristãos que se aproximavam do judaísmo ou se eram os judeus convertidos aos cristianismo que mantinham as práticas e influenciavam os outros. É mais provável que fosse o segundo caso. O principal defensor desta tese é o professor Oskar Skarsaune.   
De qualquer forma, já no fim do século II d.C. e início do século III d.C., maior parte dos cristãos observavam a data da Páscoa como sendo o domingo correspondente à primeira lua cheia da Primavera no Hemisfério Norte, não mais em 14 de nisã.   
O "Grande Sabbath" pode ter sido aludido em João 7:37 ("No último, no grande dia da festa..."), que seria um feriado anual que se seguia imediatamente à Festa dos Tabernáculos. É duvidoso, porém, se esta referência bíblica alude a uma prática comum ou a um evento específico.

## Obras
A única obra sobrevivente atribuída a Policarpo é a Epístola de Policarpo aos Filipenses enviada em 110, um mosaico de referências às Escrituras em grego, preservada no relato de Ireneu sobre a vida do bispo de Esmirna. Ela, um trecho do "Martírio" que tem a forma de uma carta circular da Igreja de Esmirna para as demais igrejas da província do Ponto, é parte de uma coleção de escritos dos Padres Apostólicos. Juntamente com os Atos dos Apóstolos, que contém o relato do martírio de Santo Estevão, o "Martírio de Policarpo" é considerado como sendo uma dos mais antigos relatos genuínos de martírios cristãos e um dos poucos relatos sobreviventes compostos na época das perseguições.

## Importância
Policarpo ocupa um lugar importante na história do cristianismo primitivo. Ele é contado entre os primeiros cristãos cuja alguma obra sobreviveu. É provável que ele tenha conhecido o apóstolo João, um dos doze apóstolos. Ele era também o ancião de uma importante congregação que teve importante papel na consolidação da Igreja Cristã. Ele é também de uma época cuja ortodoxia é geralmente aceita pelas igrejas ortodoxas, católicas orientais, por grupos adventistas, protestantes (tradicionais, não reformados) e católicos. De acordo com David Trobisch, Policarpo pode ter sido um dos que compilaram, editaram e publicaram o que seria chamado de "Novo Testamento". Todos estes fatos aumentam muito o interesse sobre sua obra.
Ireneu escreveu o seguinte sobre ele: "Um homem que era de estatura muito maior e uma testemunha mais firme da verdade do que Valentim, Marcião e o resto dos heréticos [gnósticos]". Policarpo viveu no período seguinte à morte dos apóstolos, quando uma grande variedade de interpretações sobre o que Jesus havia dito e feito estava sendo pregada. Seu papel foi de autenticar o que seria considerado "ortodoxo" através de sua famosa relação com o apóstolo João: "um grande valor era atribuído ao testemunho que Policarpo poderia dar como sendo a genuína tradição da antiga doutrina apostólica", comentou Henry Wace, "seu testemunho condenando como novidades ofensivas a ficção dos professores heréticos".